# 直井武夫
直井 武夫（なおい たけお、1897年1月3日 - 1990年8月22日）は、日本のジャーナリスト、文筆家、翻訳家。
自由主義の立場からマルクス主義文献を翻訳、ソ連の動向について多くの著書をのこした。

## 生涯
香川県生まれ。同志社大学神学部中退の後に山川均に勧められて上京。1927年に日本共産党に入党するが三・一五事件で検挙されて獄中で転向。出獄後の1935年に内閣調査局入りし、企画院を経て北支那開発でソ連研究を担当する。
戦後帰国するとニューリーダー誌の通信員の傍ら、ハーバート・パッシンとも交流。民主労働者協会や日本文化フォーラムに参加し、『自由』誌の創刊にも関わった。

## 著書
- 『ソ聯邦の製鉄業に就て』（皐月会） 1937
- 『躍進ソヴェト経済読本』（春秋社） 1937
- 『ソヴェト計画経済』（河出書房、世界計画経済） 1938
- 『ソ聯計畫經濟の動向』（皐月會） 1938
- 『ソ聯邦の電力事業』（皐月會） 1938
- 『歐洲戰とソ聯經濟の將來』（皐月會） 1939
- 『第三次五ヶ年計畫の檢討』（皐月會） 1939
- 『ソヴェートの協同組合』（彰考書院） 1947
- 『ソヴィエト帝国主義』（社会思潮社） 1953
- 『朝鮮戦乱の真実』（民主日本協会、民主日本文庫） 1953

### 共著
- 『米英ソ経済の研究』（小原敬士, 大野雄二郎共著、三元社、学生文庫） 1948

## 翻訳
- 『産業革命講話』（チヤールス・ベアード、白揚社） 1926
- 『史的唯物論 マルクス主義社会学の通俗教科書』（エヌ・ブハリン、同人社） 1930
- 『レーニンの唯物論と辯証法』（デボーリン、希望閣） 1930
- 『農業恐慌の理論』（リヤシチエンコ、希望閣） 1931
- 『ヘーゲル弁証法批判 「ヘーゲル、マルクス、レーニン」第1部』（イー・ワインシユタイン、春陽堂） 1931
- 『マルクス資本論 註解』（ローゼンベルグ、希望閣） 1931、のち改題『資本論註解』（淡徳三郎共訳、改造社） 1933 - 1935
- 『マルクス・レーニンに於ける弁証法 「ヘーゲル、マルクス、レーニン」第2部』（イー・ワインシュテイン、春陽堂） 1931
- 『弁証法的唯物論』（ツイミヤンスキー、広島定吉共訳 改造社） 1932
- 『「弁証法的唯物論」教程』（イー・シロコフ等、広島定吉共訳、白揚社） 1932
- 『マルクス主義農業経済学』（リヤシチエンコ、南北書院） 1932
- 『レーニン哲學ノート 原文對照全譯』（アドラツキー・モロトフ他編、廣島定吉共譯、白揚社、レーニン集） 1932
- 『マルクス主義經濟學』（コムアカデミー・レーニングラード支部經濟學研究所編、コフマン監輯、廣島定吉, 西雅雄共譯、叢文閣） 1933
- 『石油問題』（ローゼンブリュム, ブロンシュテイン、淡徳三郎共訳、福田書房） 1934
- 『経済学史』（ローゼンベルグ、広島定吉共訳、ナウカ社） 1935
- 『日本の技術的経済的基礎』（コンスタンチン・ポポフ、堀江邑一共訳、ナウカ社） 1935
- 『戦時戦後のアメリカ経済』（編訳、協同出版社、世界政治経済論輯） 1947
- 『虚栄なき独裁者 レーニン評伝』（ダヴィッド・シューヴ、日南書房） 1949
- 『真実のソ連』（D・J・ダーリン、法政大学出版局） 1949
- 『租国を追はれた十三人 ソヴィエト人の見たソヴィエト社会』（ルイス・フィッシャー編、改造社） 1950
- 『ソ連と極東』（D・J・ダーリン、法政大学出版局） 1950
- 『私の見たトルストイ 義妹の手記』（クズミンスカヤ、改造社） 1950
- 『社会民主主義と共産主義の対決』（カール・カウツキー、酣燈社） 1951
- 『哲学としてのヒューマニズム』（コルリス・ラモント、河出書房） 1951
- 『共産主義に対する20の質問』（民主日本協会編、民主日本協会） 1952
- 『スターリン以後 写真による現代史』（ボリス・シューブ, バーナード・クイント、スウェン出版社） 1952
- 『第三の平和 第1部 ソヴィエトの収容所』（マーガレーテ・ブーバー=ノイマン、共同出版社） 1954
- 『第三の平和 第2部 ナチ・ドイツの強制収容所』（マーガレーテ・ブーバー=ノイマン、共同出版社） 1954
- 『スターリン以後の共産党 スターリン以後のソ連』（マール・フェインソド、日本外政学会出版局） 1956
- 『世界の経済 人口・資源・産業』（W・S・&E・S・ウオイチンスキー、共訳、日本経済新聞社） 1956
- 『ソ連入門 政治・経済・労働・軍隊』（ウォルター・コラルツ、日本外政学会） 1956
- 『ソ連圏における労働者と労働運動』（アナトール・シューブ編、社会運動通信社） 1957
- 『変容するソ連』（D・J・ダーリン、日本外政学会） 1959
- 『歴史を生きる わが生涯の回想』（W・S・ウオイチンスキー、論争社） 1960 - 1961
- 『新帝国主義』（ヒュウ・セトン・ワトソン、自由アジア社、思潮講座） 1963
- 『ロバの尻尾論争以後』（フルシチョフ述、英・エンカウンター誌編、自由社） 1963
- 『カリブ海の悲劇 カストロのキューバ』（ジェームス・モナハン, ケンネス・ギルモア、自由アジア社） 1964
- 『テクネトロニック・エージ 21世紀の国際政治』（ズビグネフ・ブレジンスキー、読売新聞社） 1972
- 『平和のための戦い』（ウィリー・ブラント、読売新聞社） 1973
- 『愛し書き生きた私の日本』（ヘッセル・ティルトマン、読売新聞社） 1974

### ウラジーミル・レーニン
- 『勞働者と農民』（レーニン、共生閣、レーニズム叢書） 1927
- 『ストライキについて』（レーニン、希望閣、マルクス主義文庫） 1928
- 『マルクス・エンゲルス・マルクス主義』（レーニン、瓜生信夫共訳、希望閣、マルクス主義文庫） 1928
- 『共産主義「左翼」小児病 マルクス主義的戦略戦術に関する通俗的談話の試み』（レーニン、希望閣文庫） 1930
- 『史的唯物論體系』（レーニン、アドラツキー編、希望閣） 1930
- 『農業に於ける資本主義』（レーニン、白揚社） 1930
  - 『農業に於ける資本主義』（レーニン、白揚書館、レーニン重要著作集） 1946